# Eduardo Castillo Blasco
Eduardo Castillo Blasco (Aguarón, 16 de octubre de 1903-Ciudad de México, 26 de julio de 1987) fue un político y farmacéutico español, miembro relevante del Partido Socialista Obrero Español (PSOE) en Aragón. Durante el periodo de la Segunda República fue diputado en las Cortes. Participó en la Guerra civil, y tras el final de la contienda se exilió en México.

## Biografía

### Carrera política
Nacido en Aguarón el 16 de octubre de 1903, de profesión fue auxiliar de farmacia.
Afiliado a la Unión General de Trabajadores (UGT) en 1919, en 1926 asistió al III Congreso de Auxiliares de Farmacia —celebrado en Bilbao— en representación de la sección zaragozana; también asistió al congreso de Valencia, en 1928. Afiliado al Partido Socialista Obrero Español (PSOE), desde 1929 fue vicesecretario de la Agrupación socialista de Zaragoza. Se inició en la masonería (en 1932) con el nombre de «Iglesias», perteneciendo a la logia «Constancia n.º 16» de Zaragoza.
En las elecciones municipales de 1931 fue candidato del PSOE al Ayuntamiento de Zaragoza, resultando electo concejal. Estos comicios fueron la antesala de la caída de la monarquía y la proclamación de la Segunda República. Durante el periodo republicano Eduardo Castillo tuvo una gran actividad en el seno de la UGT y el PSOE zaragozanos, siendo considerado como «uno de los propagandistas más activos del socialismo zaragozano». En las elecciones a Cortes Constituyentes de 1931 fue candidato del PSOE por Zaragoza, recibiendo 16.667 votos, si bien no resultaría electo diputado. En las elecciones de 1936 sí logró obtener acta de diputado. Según el historiador Carlos Fernández, habría formado parte de la comisión parlamentaria que trabajó el Proyecto de Estatuto de Autonomía de Galicia.

### Guerra civil
Tras el estallido de la Guerra civil se unió a las fuerzas republicanas. Castillo fundó las «Milicias Aragonesas» y sería comisario político del batallón «Los Leones Rojos», con el cual combatió en el frente de Guadalajara. En el ámbito político, en noviembre de 1936 fue elegido presidente del comité provincial de la UGT zaragozana y en julio de 1937 sería elegido vicepresidente de la federación provincial del PSOE en Zaragoza —con sede en Caspe—.Su madre, su esposa y su hermana , que habían quedado en la zona franquista, fueron canjeados por el exministro Manuel González Hontoria. A lo largo de la contienda ejerció como comisario político de la 72.ª Brigada Mixta y de la 43.ª División, operando ambas unidades en el sector del alto Aragón. También sería inspector comisario del Ejército del Este, puesto que asumió tras el derrumbe del Frente de Aragón en marzo de 1938. Al final de la contienda cruzó la frontera francesa junto a los restos del Ejército republicano. Posteriormente marcharía al exilio en México.

### Exilio
Castillo Blasco llegó a México en abril de 1941. Allí continuó con su profesión como farmacéutico, trabajando en la farmacia «El Elefante». En el exilio continuó militando en el PSOE, siendo además presidente del Centro Republicano Español en México. En 1972 pasó a formar parte del Partido Socialista Obrero Español (Sector Histórico), tras la escisión sufrida por el PSOE, asistiendo como delegado de la sección de México al XII Congreso del PSOE (H) celebrado en 1972. Falleció en 1987.